# Стюарт Конквест
Стюарт Конквест (на английски: Stuart Conquest; 1 март 1967, Илфорд) е английски гросмайстор, Обединено кралство Великобритания и Северна Ирландия (1991). Шампион на Великобритания за 2008 г.